# 金河 (加利福尼亞州)
金河（英語：Gold River）是位於美國加利福尼亞州薩克拉門托縣的一個人口普查指定地區。

## 地理
金河的座標為38°37′24″N 121°14′52″W / 38.62333°N 121.24778°W，而該地最高點為海拔高度37米（即121英尺）。

## 人口
根據2010年美國人口普查的數據，金河的面積為7.048平方千米，當中陸地面積為6.830平方千米，而水域面積為0.218平方千米。當地共有人口7912人，而人口密度為每平方千米1,122人。